# محمد الواكد (لاعب كرة قدم سعودي)
محمد أحمد الواكد (مواليد 31 ديسمبر 1991) هو لاعب كرة قدم سعودي يلعب لصالح نادي الجبلين في مركز حراسة المرمى.

## مسيرة اللاعب
بدأ مع نادي الهلال و اعير إلى نادي الشعلة مطلع عام 2015 و نادي القادسية في صيف 2020 و انتقل إلى نادي الجبلين مطلع عام 2022.

## روابط خارجية
- محمد الواكد على موقع Soccerway.com (الإنجليزية)